# Макаел
Макаел (на испански: Macael) е населено място и община в Испания. Намира се в провинция Алмерия, в състава на автономната област Андалусия. Общината влиза в състава на района (комарка) Вале дел Алмансора. Заема площ от 44 km². Населението му е 6120 души (по данни от 2010 г.). Разстоянието до административния център на провинцията е 107 km.

## Демография
| 1996 | 1998 | 1999 | 2000 | 2001 | 2002 | 2003 | 2004 | 2005 | 2006 |
| ---- | ---- | ---- | ---- | ---- | ---- | ---- | ---- | ---- | ---- |
| 6091 | 5993 | 6211 | 5907 | 5905 | 5975 | 5953 | 6039 | 6062 | 6197 |

## Побратимени градове
- Есплугес де Лобрегат, Испания
- Жари, Франция